# 锯齿掠蛛
锯齿掠蛛（学名：Drassodes serratidens）为平腹蛛科掠蛛属的动物。分布于日本、朝鲜以及中国大陆的甘肃、内蒙古、新疆、西藏等地，常生活于草丛的石隙间。该物种的模式产地在甘肃、内蒙古。